# Canfield Island Site
Koordinaten: 41° 14′ 32″ N, 76° 57′ 11″ W

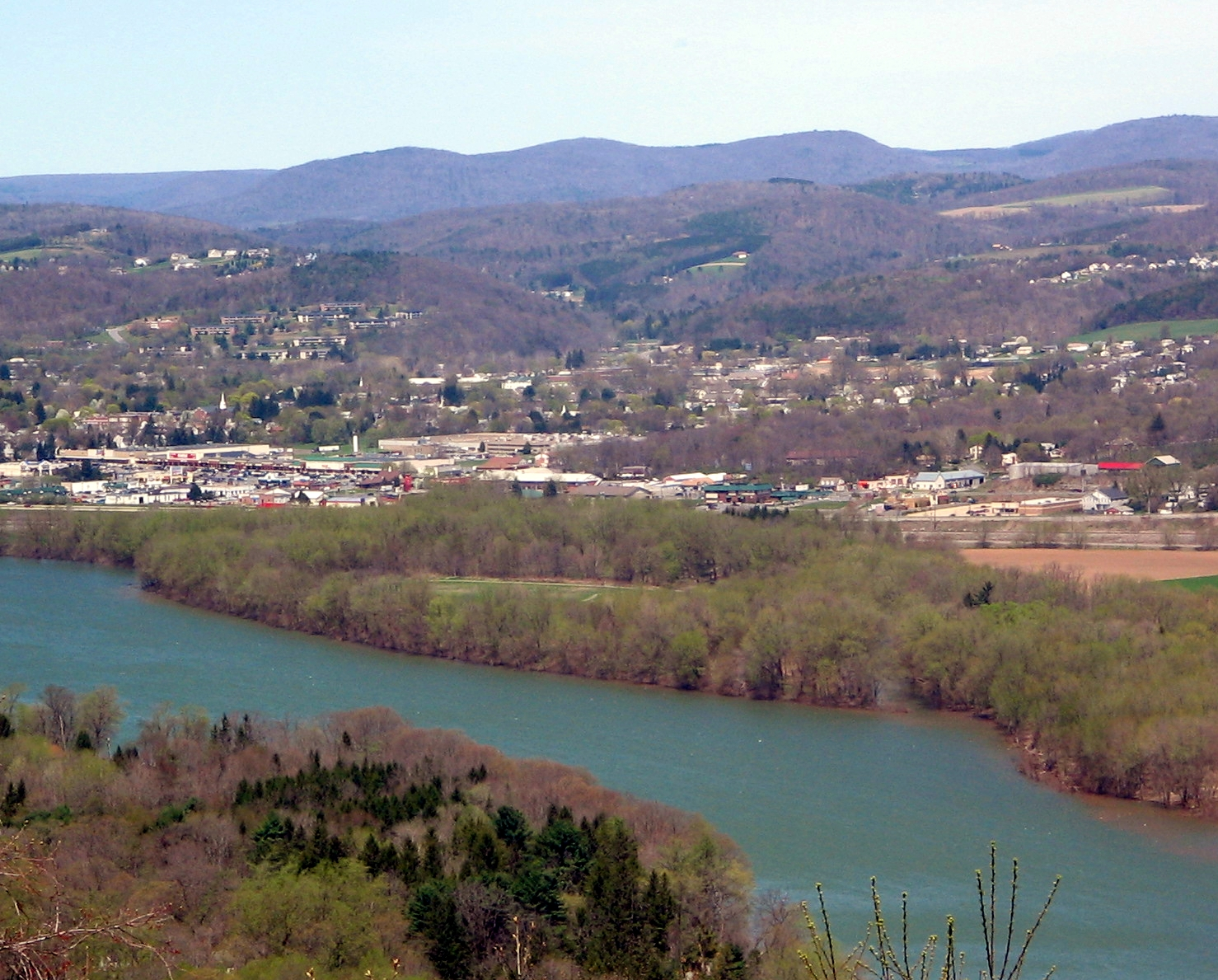
Canfield Island und der West Branch Susquehanna River vom Bald Eagle Mountain gesehen

Die Canfield Island Site, auch als Archeological Site 36LY37 bekannt, ist ein archäologischer Fundplatz im Lycoming County, Pennsylvania in den Vereinigten Staaten. Die Fundstätte liegt auf Canfield Island im West Branch Susquehanna River,:7 östlich von Williamsport in der Loyalsock Township. Es wird angenommen, dass die Gegend von präkolumbianischen Indianern seit tausenden von Jahren besiedelt wurde; die ältesten Artefakte reichen bis in das zweite Jahrtausend vor Christus zurück.

## Geographie
Canfield Island ist eine 8,5 Hektar große künstliche Insel, die zu Beginn des 20. Jahrhunderts durch das Graben eines Entwässerungskanals am westlichen Ufer des West Branch Susquehanna Rivers entstanden ist. Heute bildet dieser Graben das nördliche Ufer der Insel, der Fluss liegt auf der Südseite.:2, 6, 7 Ein Großteil der Insel wurde in der historisch bekannten Zeit gepflügt und landwirtschaftlich genutzt, ein wesentlicher Teil der Insel wird heute jedoch von Wald bedeckt. Regelmäßig hat der Fluss Material auf der Insel abgelagert.:2

## Archäologische Untersuchungen
Dass die Insel eine potentielle archäologische Fundstätte ist, war das Ergebnis einer vorläufigen Untersuchung, die von einer Gruppe von Mitgliedern der Society for Pennsylvania Archaeology 1958 durchgeführt wurde. Von 1960 an und periodisch bis 1980 durchgeführt, brachten Ausgrabungen eine Reihe von Artefakten zu Tage, die sich bis zu 15 m unter der Oberfläche befunden hatten;:2, 3 an der Oberfläche liegende Artefakte waren über die gesamte Insel verstreut.:7 Seit 1980 sind die Untersuchungen gelegentlich fortgeführt worden, etwa 2003 durch eine Gruppe vom Lycoming College in Williamsport.
Die Ausgrabungen führten zu Entdeckungen von Artefakten aus einem Satz von archäologischen Phasen, der kompletter war als an den meisten vergleichbaren Stätten in Pennsylvania. Zwar sind Keramiken an dieser Stätte eher selten, das Vorhandensein von Holzkohle aus einer langen Reihe von Phasen lieferte jedoch eine Basis zur Bestimmung von Holzkohle, die an vielen anderen Stätten Pennsylvanias gefunden wurde. Eine weitere bedeutende Entdeckung war der Fund einer Reihe von großen Öfen unter einer Großzahl von Fischernetzen, was zur Theorie geführt hat, dass Canfield Island der Fischerei diente.:3

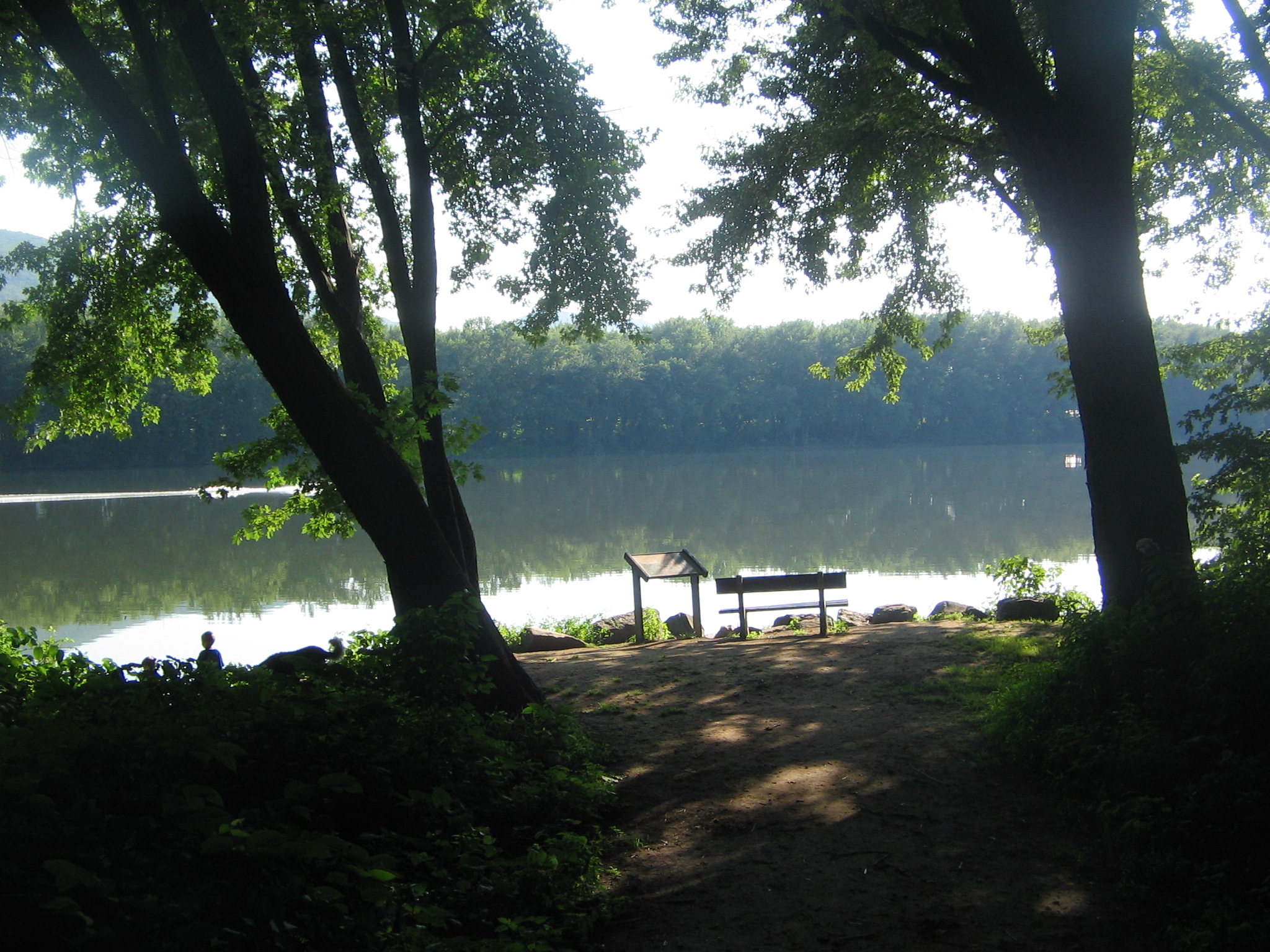
Schild und Parkbank am West Branch Susquehanna River

Die archäologischen Untersuchungen führten zu dem Schluss, dass Canfield Island während der späten archaischen Periode vor ungefähr 3000 Jahren besiedelt war.:3 Ein am tiefsten Punkt der Ausgrabungen entdecktes Fundstück kann zwar nicht genau datiert werden, stammt jedoch vermutlich aus der frühen archaischen Periode. Verschiedene Phasen der Woodland-Periode sind auf der Insel vertreten, und es gibt Beweise für die Besiedlung durch die Susquehannock,:3 die den Osten des heutigen Pennsylvanias noch bewohnten, nachdem die Europäer in der Region eintrafen.
Canfield Island wurde 1982 wegen des Umfanges archäologischer Funde und der Möglichkeit weiterer Funde in der Zukunft in das National Register of Historic Places aufgenommen. Die Insel gehört heute zum Riverfront Park, dessen Bestandteil auch ein archäologischer Lehrpfad auf der Insel ist.